# أنتواين سميث
أنتواين سميث (بالإنجليزية: Antwain Smith)‏ مواليد 1 مايو 1975 في نيوبورت نيوز، هو لاعب كرة سلة أمريكي. بدأ مسيرته الاحترافية في سنة 1999. تم اختياره من قبل فريق فانكوفر جريزليز خلال الدرافت. يبلغ طوله 6 قدم 7 بوصة (2.0 م). اعتزل اللعب في 2002.

## روابط خارجية
- أنتواين سميث على موقع الدوري الأوروبي لكرة السلة (الإنجليزية)
- أنتواين سميث على موقع سبورتس رفرنس (الإنجليزية)
- أنتواين سميث على موقع كرة السلة الأوروبية.كوم (الإنجليزية)
- أنتواين سميث على موقع ريلجم (الإنجليزية)
- أنتواين سميث على موقع بروبوليرز (الإنجليزية)
- أنتواين سميث على موقع سبورتس رفرنس (الإنجليزية)
- أنتواين سميث على موقع سبورتس رفرنس (الإنجليزية)